# 范哈爾森群島
范哈爾森群島（英語：Van Hulssen Islands）是南極洲的群島，位於麥克羅伯特森地，處於皮拉島以北2.8公里的霍姆灣，根據挪威探險隊拍攝的空中照片繪入地圖，現時由南極條約體系管理。